# Sean Shelton
Sean Shelton (Palm Harbor, 27 giugno 1991) è un ex giocatore di football americano statunitense, che ha giocato come quarterback.
Ha vinto una volta il titolo nazionale finlandese, cinque volte quello austriaco, tre volte la CEFL e una volta la IFAF Europe Superfinal.
Dal 28 settembre 2022 è direttore sportivo dei Munich Ravens.

## Statistiche
|                                  |                                  |                                             | Passing                                     | Passing                                     | Passing                                     | Passing                                     | Passing                                     | Passing                                     | Passing                                     | Rushing                                     | Rushing                                     | Rushing                                     | Rushing                                     |
| Stagione                         | Stagione                         | G                                           | Att                                         | Com                                         | Int                                         | Pct.                                        | Yd                                          | TD                                          | NCAA rating                                 | Att                                         | Yd Portate                                  | Yd Per portata                              | TD                                          |
| -------------------------------- | -------------------------------- | ------------------------------------------- | ------------------------------------------- | ------------------------------------------- | ------------------------------------------- | ------------------------------------------- | ------------------------------------------- | ------------------------------------------- | ------------------------------------------- | ------------------------------------------- | ------------------------------------------- | ------------------------------------------- | ------------------------------------------- |
| 2010                             | NAIA-HAC                         | 10                                          | 210                                         | 106                                         | 8                                           | 50,5%                                       | 1114                                        | 4                                           | 93,70                                       | ?                                           | ?                                           | ?                                           | 3                                           |
| 2011                             | NCAAD2-GLVC                      | 10                                          | 325                                         | 181                                         | 16                                          | 55,7%                                       | 1727                                        | 10                                          | 100,64                                      | 124                                         | 420                                         | 3,39                                        | 4                                           |
| 2012                             | NCAAD2-GLVC                      | 11                                          | 311                                         | 184                                         | 10                                          | 52,6%                                       | 1825                                        | 13                                          | 115,82                                      | 120                                         | 290                                         | 2,42                                        | 2                                           |
| 2013                             | NCAAD2-GLVC                      | 12                                          | 241                                         | 131                                         | 10                                          | 54,4%                                       | 1277                                        | 11                                          | 105,63                                      | 98                                          | 298                                         | 3,04                                        | 5                                           |
| Totale William Jewell Cardinals  | Totale William Jewell Cardinals  | 43                                          | 1087                                        | 602                                         | 44                                          | 55,4%                                       | 5943                                        | 38                                          | 104,75                                      | 342+?                                       | 1008+?                                      | ?                                           | 14                                          |
| Totale HAC                       | Totale HAC                       | 10                                          | 210                                         | 106                                         | 8                                           | 50,5%                                       | 1114                                        | 4                                           | 93,70                                       | ?                                           | ?                                           | ?                                           | 3                                           |
| Totale GLVC                      | Totale GLVC                      | 33                                          | 877                                         | 496                                         | 36                                          | 56,6%                                       | 4829                                        | 34                                          | 107,39                                      | 342                                         | 1008                                        | 2,95                                        | 11                                          |
| Totale squadre giovanili         | Totale squadre giovanili         | 43                                          | 1087                                        | 602                                         | 44                                          | 55,4%                                       | 5943                                        | 38                                          | 104,75                                      | 342+?                                       | 1008+?                                      | ?                                           | 14                                          |
| 2014                             | Elite                            | ?                                           | 223                                         | 131                                         | 3                                           | 58,7%                                       | 2161                                        | 24                                          | 172,97                                      | 47                                          | 350                                         | 7,45                                        | 3                                           |
| 2014                             | CL                               | ?                                           | ?                                           | ?                                           | ?                                           | ?                                           | ?                                           | ?                                           | ?                                           | ?                                           | ?                                           | ?                                           | ?                                           |
| Totale Templiers d'Élancourt     | Totale Templiers d'Élancourt     | ?                                           | ?                                           | ?                                           | ?                                           | ?                                           | ?                                           | ?                                           | ?                                           | ?                                           | ?                                           | ?                                           | ?                                           |
| 2014                             | VL                               | 7                                           | 227                                         | 126                                         | 2                                           | 55,5%                                       | 1442                                        | 16                                          | 130,36                                      | 83                                          | 541                                         | 6,52                                        | 4                                           |
| Totale Helsinki Roosters         | Totale Helsinki Roosters         | 7                                           | 227                                         | 126                                         | 2                                           | 55,5%                                       | 1442                                        | 16                                          | 130,36                                      | 83                                          | 541                                         | 6,52                                        | 4                                           |
| 2015                             | AFL                              | ?                                           | ?                                           | ?                                           | ?                                           | ?                                           | ?                                           | ?                                           | ?                                           | ?                                           | ?                                           | ?                                           | ?                                           |
| 2015                             | BIG6                             | ?                                           | ?                                           | ?                                           | ?                                           | ?                                           | ?                                           | ?                                           | ?                                           | ?                                           | ?                                           | ?                                           | ?                                           |
| Totale Tirol Raiders             | Totale Tirol Raiders             | ?                                           | ?                                           | ?                                           | ?                                           | ?                                           | ?                                           | ?                                           | ?                                           | ?                                           | ?                                           | ?                                           | ?                                           |
| 2015                             | VL                               | ?                                           | ?                                           | ?                                           | ?                                           | ?                                           | ?                                           | ?                                           | ?                                           | ?                                           | ?                                           | ?                                           | ?                                           |
| Totale Turku Trojans             | Totale Turku Trojans             | ?                                           | ?                                           | ?                                           | ?                                           | ?                                           | ?                                           | ?                                           | ?                                           | ?                                           | ?                                           | ?                                           | ?                                           |
| 2016                             | AFL                              | ?                                           | ?                                           | ?                                           | ?                                           | ?                                           | ?                                           | ?                                           | ?                                           | ?                                           | ?                                           | ?                                           | ?                                           |
| 2016                             | BIG6                             | ?                                           | ?                                           | ?                                           | ?                                           | ?                                           | ?                                           | ?                                           | ?                                           | ?                                           | ?                                           | ?                                           | ?                                           |
| 2017                             | AFL                              | ?                                           | ?                                           | ?                                           | ?                                           | ?                                           | ?                                           | ?                                           | ?                                           | ?                                           | ?                                           | ?                                           | ?                                           |
| 2017                             | CEFL                             | ?                                           | ?                                           | ?                                           | ?                                           | ?                                           | ?                                           | ?                                           | ?                                           | ?                                           | ?                                           | ?                                           | ?                                           |
| 2018                             | AFL                              | ?                                           | ?                                           | ?                                           | ?                                           | ?                                           | ?                                           | ?                                           | ?                                           | ?                                           | ?                                           | ?                                           | ?                                           |
| 2018                             | CEFL                             | ?                                           | ?                                           | ?                                           | ?                                           | ?                                           | ?                                           | ?                                           | ?                                           | ?                                           | ?                                           | ?                                           | ?                                           |
| 2018                             | IFAF-SF                          | ?                                           | ?                                           | ?                                           | ?                                           | ?                                           | ?                                           | ?                                           | ?                                           | ?                                           | ?                                           | ?                                           | ?                                           |
| 2019                             | AFL                              | 11                                          | 265                                         | 196                                         | 2                                           | 74%                                         | 2519                                        | 34                                          | 194,64                                      | ?                                           | ?                                           | ?                                           | 8                                           |
| 2019                             | CEFL                             | 3                                           | 29+?                                        | 18+?                                        | 0+?                                         | ?                                           | 239+?                                       | 5+?                                         | ?                                           | 1+?                                         | -5+?                                        | -5+?                                        | 0+?                                         |
| 2019                             | ECTC-CG                          | 1                                           | 27                                          | 19                                          | 0                                           | 70,4%                                       | 318                                         | 2                                           | 193,75                                      | 6                                           | 42                                          | 7                                           | 2                                           |
| 2020                             | AFL                              | I Raiders non hanno disputato il campionato | I Raiders non hanno disputato il campionato | I Raiders non hanno disputato il campionato | I Raiders non hanno disputato il campionato | I Raiders non hanno disputato il campionato | I Raiders non hanno disputato il campionato | I Raiders non hanno disputato il campionato | I Raiders non hanno disputato il campionato | I Raiders non hanno disputato il campionato | I Raiders non hanno disputato il campionato | I Raiders non hanno disputato il campionato | I Raiders non hanno disputato il campionato |
| 2021                             | AFL                              | 10                                          | 316                                         | 217                                         | 6                                           | 68.7%                                       | 2213                                        | 21                                          | 145,63                                      | ?                                           | ?                                           | ?                                           | 6                                           |
| 2021                             | CEFL                             | ?                                           | ?                                           | ?                                           | ?                                           | ?                                           | ?                                           | ?                                           | ?                                           | ?                                           | ?                                           | ?                                           | ?                                           |
| Totale Tirol Raiders             | Totale Tirol Raiders             | ?                                           | ?                                           | ?                                           | ?                                           | ?                                           | ?                                           | ?                                           | ?                                           | ?                                           | ?                                           | ?                                           | ?                                           |
| Totale Elite (stagione regolare) | Totale Elite (stagione regolare) | ?                                           | 223                                         | 131                                         | 3                                           | 58,7%                                       | 2161                                        | 24                                          | 172,97                                      | 47                                          | 350                                         | 7,45                                        | 3                                           |
| Totale Elite (playoff)           | Totale Elite (playoff)           | ?                                           | ?                                           | ?                                           | ?                                           | ?                                           | ?                                           | ?                                           | ?                                           | ?                                           | ?                                           | ?                                           | ?                                           |
| Totale VL (stagione regolare)    | Totale VL (stagione regolare)    | 5+?                                         | 179+?                                       | 97+?                                        | 2+?                                         | ?                                           | 1145+?                                      | 12+?                                        | ?                                           | 57+?                                        | 403+?                                       | ?                                           | 3+?                                         |
| Totale VL (playoff)              | Totale VL (playoff)              | 2+?                                         | 48+?                                        | 29+?                                        | 0+?                                         | ?                                           | 297+?                                       | 4+?                                         | ?                                           | 26+?                                        | 138+?                                       | ?                                           | 1+?                                         |
| Totale VL                        | Totale VL                        | 7+?                                         | 227+?                                       | 126+?                                       | 2+?                                         | ?                                           | 1442+?                                      | 16+?                                        | ?                                           | 83+?                                        | 541+?                                       | ?                                           | 4+?                                         |
| Totale AFL (stagione regolare)   | Totale AFL (stagione regolare)   | 17+?                                        | 497+?                                       | 354+?                                       | 6+?                                         | ?                                           | 3942+?                                      | 46+?                                        | ?                                           | ?                                           | ?                                           | ?                                           | 9+?                                         |
| Totale AFL (playoff)             | Totale AFL (playoff)             | 4+?                                         | 84+?                                        | 59+?                                        | 2+?                                         | ?                                           | 790+?                                       | 9+?                                         | ?                                           | ?                                           | ?                                           | ?                                           | 5+?                                         |
| Totale AFL                       | Totale AFL                       | 21+?                                        | 581+?                                       | 413+?                                       | 8+?                                         | ?                                           | 4732+?                                      | 55+?                                        | ?                                           | ?                                           | ?                                           | ?                                           | 14+?                                        |
| Totale CL                        | Totale CL                        | ?                                           | ?                                           | ?                                           | ?                                           | ?                                           | ?                                           | ?                                           | ?                                           | ?                                           | ?                                           | ?                                           | ?                                           |
| Totale BIG6                      | Totale BIG6                      | ?                                           | ?                                           | ?                                           | ?                                           | ?                                           | ?                                           | ?                                           | ?                                           | ?                                           | ?                                           | ?                                           | ?                                           |
| Totale CEFL (stagione regolare)  | Totale CEFL (stagione regolare)  | 2+?                                         | 29+?                                        | 18+?                                        | 0+?                                         | ?                                           | 239+?                                       | 5+?                                         | ?                                           | 1+?                                         | -5+?                                        | -5+?                                        | 0+?                                         |
| Totale CEFL (playoff)            | Totale CEFL (playoff)            | 1+?                                         | ?                                           | ?                                           | ?                                           | ?                                           | ?                                           | ?                                           | ?                                           | ?                                           | ?                                           | ?                                           | ?                                           |
| Totale CEFL                      | Totale CEFL                      | 3+?                                         | 29+?                                        | 18+?                                        | 0+?                                         | ?                                           | 239+?                                       | 5+?                                         | ?                                           | 1+?                                         | -5+?                                        | -5+?                                        | 0+?                                         |
| Totale IFAF-SF                   | Totale IFAF-SF                   | ?                                           | ?                                           | ?                                           | ?                                           | ?                                           | ?                                           | ?                                           | ?                                           | ?                                           | ?                                           | ?                                           | ?                                           |
| Totale ECTC-CG                   | Totale ECTC-CG                   | 1                                           | 27                                          | 19                                          | 0                                           | 70,4%                                       | 318                                         | 2                                           | 193,7                                       | 6                                           | 42                                          | 7                                           | 2                                           |
| Totale squadre maggiori          | Totale squadre maggiori          | ?                                           | ?                                           | ?                                           | ?                                           | ?                                           | ?                                           | ?                                           | ?                                           | ?                                           | ?                                           | ?                                           | ?                                           |
| Totale                           | Totale                           | ?                                           | ?                                           | ?                                           | ?                                           | ?                                           | ?                                           | ?                                           | ?                                           | ?                                           | ?                                           | ?                                           | ?                                           |

## Vittorie e premi
- 1 IFAF Europe Superfinal (Tirol Raiders: 2018)
- 3 CEFL Bowl (Tirol Raiders: 2017, 2018, 2019)
- 1 Vaahteramalja (Helsinki Roosters: 2014)
- 5 Austrian Bowl (Tirol Raiders: 2015, 2016, 2018, 2019, 2021)